# 杉浦宏 (教育学者)
杉浦 宏（すぎうら ひろし、1923年9月10日 - 2005年5月6日）は、日本の教育学者。
東京出身。早稲田大学教育学部卒。北里大学助教授、教授、東京国際大学教授。ジョン・デューイを主として研究した。
2005年5月6日、前立腺癌のため死去。

## 著書
- 『デューイ教育思想の研究』刀江書院 1962
- 『J.デューイ研究』清水弘文堂書房 1970
- 『デューイの自然主義と教育思想』明治図書出版 1983
- 『わたしの教育論』学文社 1983

### 編著
- 『アメリカ教育哲学の展望』編 清水弘文堂 1981
- 『教育の原理』編 八千代出版 1989
- 『道徳教育の研究』編 八千代出版 1989
- 『デューイ研究の現在 杉浦宏教授古稀記念論文集』編著 日本教育研究センター 1993
- 『アメリカ教育哲学の動向』編著 晃洋書房 1995
- 『日本の戦後教育とデューイ』編 世界思想社 1998
- 『現代デューイ思想の再評価』編 世界思想社 2003

### 翻訳
- マックス・ウェーバー『アメリカ資本主義とキリスト教』喜久屋書店 1946
- マックス・ウェーバー『宗教社会学論集 第3 (世界宗教の経済倫理 第2部 第1) 』みすず書房 1953
- ジョン・デューイ『教育科学の本源』明玄書房 1966
- ジョン・デューイ『教育における道徳原理』未来社 1968
- ジョン・デューイ『教育における興味と努力』明治図書出版 1972
- ジョン・デューイ『今日の教育』石田理共訳 明治図書出版 1974
- チャールズ・W.ヘンデル編『ジョン・デューイと実験主義哲学の精神』清水弘文堂 1975
- ジョン・デューイ『人間の問題』田浦武雄共編訳 明治図書出版 1976
- ジョン・デューイ『明日の学校教育』共訳 明治図書出版 1978